# Arțvașen

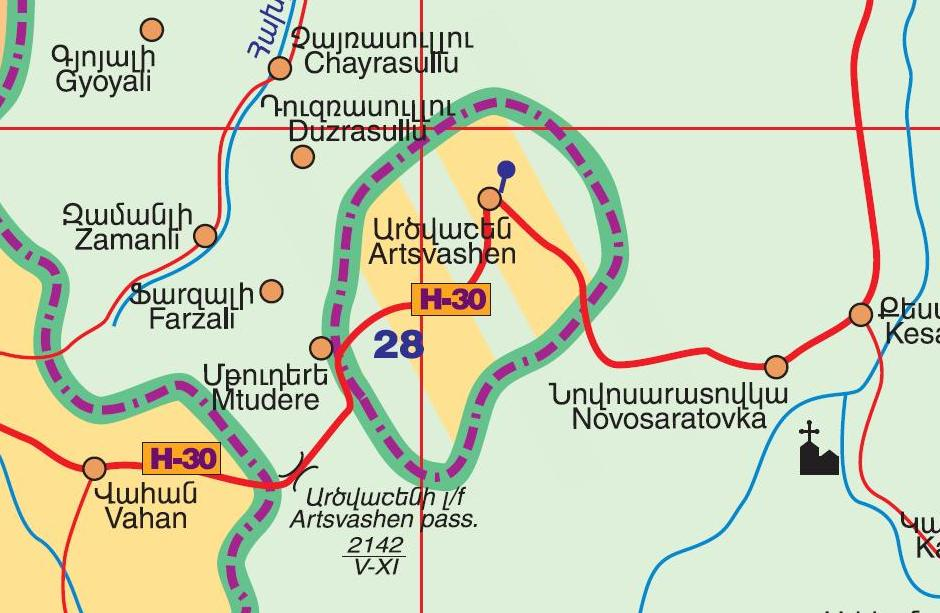

Artsvashen este un oraș din Armenia, situat într-o exclavă a acestei țări pe teritoriul Azerbaidjanului. Din 1992 este sub ocupație azeră.